# Isomerala coronata
Isomerala coronata är en stekelart som först beskrevs av John Obadiah Westwood 1874.  Isomerala coronata ingår i släktet Isomerala och familjen Eucharitidae. Inga underarter finns listade i Catalogue of Life.